# مارماهی سفیدخال
مارماهی سفیدخال گونه‌ای مارماهی است از خانواده مارماهیان بزرگ آب شور (Congridae). این نوع ماهی در آشپزی ژاپنی مصرف می‌شود و یکی از انواع سوشی است. شکل ظاهری این ماهی به مارماهی ژاپنی بسیار شبیه است. بیشتر در نواحی کم‌عمق دریا زندگی می‌کند.
در زبان ژاپنی ماناگو (マアナゴ) نامیده می‌شود و یکی از عناصر سوشی است.